# Tinodes maroccanus
Tinodes maroccanus är en nattsländeart som beskrevs av Martin E. Mosely 1938. Tinodes maroccanus ingår i släktet Tinodes och familjen tunnelnattsländor. Inga underarter finns listade i Catalogue of Life.